# جودي داراغ
جودي داراغ (بالإنجليزية: Judy Darragh)‏ هي رسامة نيوزيلندية، ولدت في 1957.